# Монополі
Монополі (італ. Monopoli) — муніципалітет в Італії, у регіоні Апулія,  метрополійне місто Барі.
Монополі розташоване на відстані близько 410 км на схід від Рима, 32 км на південний схід від Барі.
Населення — 49 246 осіб (2014).

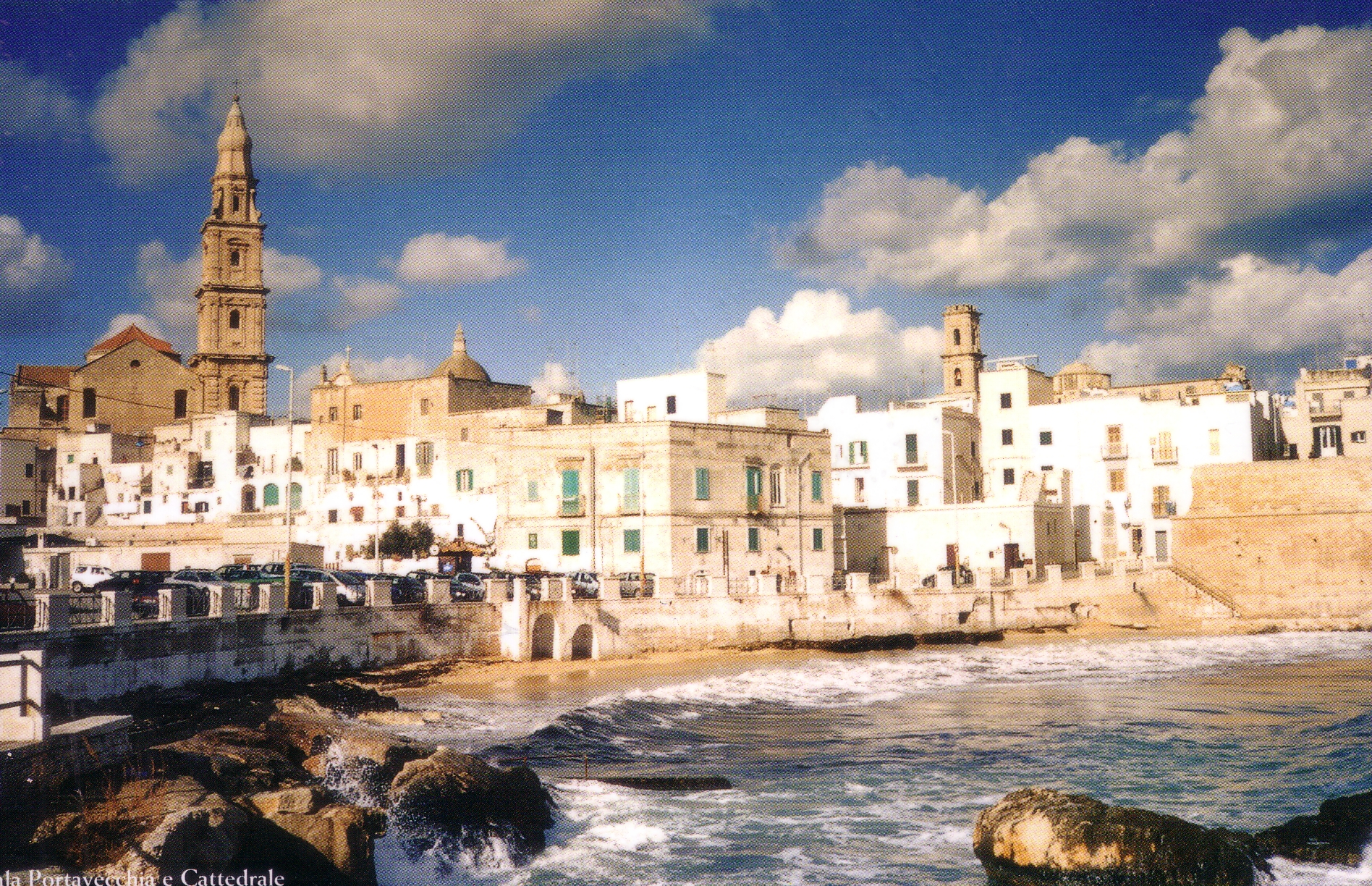

Щорічний фестиваль відбувається 16 грудня. Покровитель — Madonna della Madia.

## Демографія
Населення за роками:

Станом на 1 січня 2023 року в муніципалітеті офіційно проживало 1048 іноземців з 71 країни, серед них 198 громадян країн Євросоюзу та 25 громадян України.

## Клімат
| MONOPOLI              | Місяці | Місяці | Місяці | Місяці | Місяці | Місяці | Місяці | Місяці | Місяці | Місяці | Місяці | Місяці | Пора   | Пора   | Пора  | Пора   | Рік    |
| MONOPOLI              | Січ    | Лют    | Бер    | Кві    | Тра    | Чер    | Лип    | Сер    | Вер    | Жов    | Лис    | Гру    | Зим    | Вес    | Літ   | Осі    | Рік    |
| --------------------- | ------ | ------ | ------ | ------ | ------ | ------ | ------ | ------ | ------ | ------ | ------ | ------ | ------ | ------ | ----- | ------ | ------ |
| Темп. макс. (°C)      | 13.0   | 12.7   | 14.5   | 19.1   | 23.4   | 29.8   | 33.6   | 32.1   | 24.1   | 18.5   | 12.6   | 9.1    | 11.6   | 19     | 31.8  | 18.4   | 20.2   |
| Темп. мін. (°C)       | 4.1    | 4.9    | 5.6    | 6.8    | 11.7   | 16     | 17.7   | 18.3   | 12.4   | 9.6    | 5.7    | 2.5    | 3.8    | 8      | 17.3  | 9.2    | 9.6    |
| Опади (мм)            | 9.15   | 56.65  | 208.04 | 90.43  | 59.19  | 29.97  | 0      | 3.05   | 72.64  | 79.01  | 75.07  | 133.59 | 199.39 | 357.66 | 33.02 | 226.72 | 816.79 |
| Вологість повітря (%) | 83.7   | 85     | 84.7   | 77.3   | 75.1   | 65.7   | 50.9   | 61.3   | 70.8   | 83.6   | 85.3   | 88.7   | 85.8   | 79     | 59.3  | 79.9   | 76     |

## Сусідні муніципалітети
- Альберобелло
- Кастеллана-Гротте
- Фазано
- Поліньяно-а-Маре